# Tiendas Ara
Tiendas Ara (también conocida como Ara y estilizado ara), es la segunda mayor cadena de tiendas de descuento de Colombia, propiedad de la compañía portuguesa Jerónimo Martins. Literalmente, ara significa Ara macao (Guacamaya), siendo esta ave el logo del supermercado. La empresa procura que la mayoría de productos que vende sean de proveedores colombianos.
Para noviembre de 2022, la cadena contaba con 1000 tiendas.

## Historia
En 1967, en Portugal fue fundada una cadena de tiendas, como una iniciativa de la familia Jerónimo Martins, quienes ya tenían experiencia en el sector de la alimentación.
Se expandieron rápidamente por Portugal y en 2012 llegaron a Colombia, abriendo su primer local en Pereira en 2013.
En noviembre de 2024, ara compra los supermercados en liquidación de Colsubsidio, el proceso se encuentra en espera de autorización de la Superintendencia de Industria y Comercio de Colombia.